# Die Nackte und der Satan
Die Nackte und der Satan (Nudul și Satana) (cu titlul în engleză The Head) este un film SF german din 1959 regizat de Victor Trivas. În rolurile principale joacă actorii Michel Simon, Horst Frank, Christiane Maybach.